# Liste der Einträge im National Register of Historic Places im Beltrami County

Lage des Beltrami County in Minnesota

Die Liste der Einträge im National Register of Historic Places im Beltrami County in Minnesota führt alle Bauwerke und historischen Stätten im Beltrami County auf, die in das National Register of Historic Places aufgenommen wurden.

## Legende
| NRHP | Historic Place             |
| HD   | Historic District          |
| NHL  | National Historic Landmark |

## Aktuelle Einträge
| [ 2 ] | Name                                                            | Bild                                                            | Eintragsdatum        | Lage                                                                                     | Ort                    | Beschreibung |
| ----- | --------------------------------------------------------------- | --------------------------------------------------------------- | -------------------- | ---------------------------------------------------------------------------------------- | ---------------------- | --- |
| 1     | Beltrami County Courthouse                                      | Beltrami County Courthouse                                      | 1988 ID-Nr. 88000665 | Beltrami Avenue Ecke 6th Street 47° 28′ 27,1″ N, 94° 52′ 55,3″ W                         | Bemidji                | 1902 errichtetes Gerichts- und Verwaltungsgebäude                                                                          |
| 2     | Bemidji Carnegie Library                                        | Bemidji Carnegie Library                                        | 1980 ID-Nr. 80001936 | 426 Bemidji Avenue 47° 28′ 21,6″ N, 94° 52′ 46,1″ W                                      | Bemidji                | 1909 errichtete Carnegie-Bibliothek                                                                                        |
| 3     | Buena Vista Archeological Historic District                     | Buena Vista Archeological Historic District                     | 1996 ID-Nr. 96001311 | Irvine Avenue, Northwest 47° 39′ 21,5″ N, 94° 53′ 10,7″ W                                | Turtle Lake Township   | Stelle des früheren Ortes Buena Vista, der zwischen 1896 und 1917 existierte                                               |
| 4     | Paul Bunyan and Babe the Blue Ox                                | Paul Bunyan and Babe the Blue Ox                                | 1988 ID-Nr. 88000204 | 3rd Street Ecke Bemidji Avenue 47° 28′ 13,6″ N, 94° 52′ 44″ W                            | Bemidji                | 1938 errichtete Statue des sagenhaften Holzfällers Paul Bunyan                                                             |
| 5     | District No. 132 School                                         |                                                                 | 1988 ID-Nr. 88002083 | County Road 500 47° 43′ 51,2″ N, 95° 7′ 43,3″ W                                          | Pinewood               | 1915 errichtetes Schulgebäude                                                                                              |
| 6     | Great Northern Depot                                            | Great Northern Depot                                            | 1988 ID-Nr. 88000673 | Minnesota Avenue 47° 28′ 3,3″ N, 94° 52′ 56,9″ W                                         | Bemidji                | 1913 errichtetes Bahnhofsgebäude; heute Gebäude der Beltrami County Historical Society                                     |
| 7     | Lake Bemidji State Park CCC/NYA/Rustic Style Historic Resources | Lake Bemidji State Park CCC/NYA/Rustic Style Historic Resources | 1989 ID-Nr. 89001674 | Abseits des County Highway 20 47° 32′ 5″ N, 94° 49′ 40″ W                                | Bemidji                | Zwei in den 1930er Jahren im Rahmen einer Arbeitsbeschaffungsmaßnahme errichtete Einrichtungen des Lake Bemidji State Park |
| 8     | Nymore Bridge                                                   | Nymore Bridge                                                   | 1989 ID-Nr. 89001849 | Brücke der 1st Street über den Mississippi 47° 28′ 1″ N, 94° 52′ 42″ W                   | Bemidji                | 1917 errichtete steinerne Bogenbrücke                                                                                      |
| 9     | David Park House                                                | David Park House                                                | 1988 ID-Nr. 88000566 | 1501 Birchmont Drive 47° 28′ 59,8″ N, 94° 52′ 32,9″ W                                    | Bemidji                | 1936 im Stil der Streamline-Moderne errichtetes Gebäude                                                                    |
| 10    | Rabideau CCC Camp                                               | Rabideau CCC Camp                                               | 1976 ID-Nr. 76001046 | Abseits des County Highway 39 im Chippewa National Forest 47° 38′ 28″ N, 94° 32′ 58,1″ W | Taylor Township        | 1935–1941 bestehendes Camp des Civilian Conservation Corps; eines von noch zwei in Minnesota existierenden Camps           |
| 11    | Saum Schools                                                    | Saum Schools                                                    | 1980 ID-Nr. 80001937 | County Highway 23 47° 58′ 34,7″ N, 94° 40′ 33,8″ W                                       | Kelliher               | 1903 als Blockhütte und 1912 aus Fachwerk errichtetes Schulgebäude                                                         |
| 12    | Three Island Park Site                                          | Three Island Park Site                                          | 2012 ID-Nr. 12000427 | Adresse nicht veröffentlicht 47° 37′ 30,5″ N, 94° 46′ 56,1″ W                            | Umgebung von Tenstrike | |